# Schans De Katshaar
Schans De Katshaar, ook wel de Katshaarschans genoemd, is een militaire versterking van opgeworpen aarde in Coevorden en is aangemerkt als rijksmonument.

## Kenmerken
De in 1672 aangelegde schans is voor het eerst ingetekend op een kaart uit 1681 en heeft nooit een rol van enige betekenis gespeeld. De schans fungeerde vooral als controlepost voor het grensverkeer.
Aan het eind van de 17e eeuw werd een redoute aangelegd met zijden van 50 meter. Dit was een direct gevolg van een dreigende inval van de Bisschop van Münster, ook bekend onder de bijnaam Bommen Berend.
Aan het einde van de 18e eeuw werd het retranchement toegevoegd.
De schans wordt omgeven door een heidegebied dat in 1961 door Stichting Het Drentse Landschap is aangekocht. Door de constructie van aarde is regelmatige restauratie een noodzaak. In 1962 en 1986 is De Katshaar gerestaureerd.

## Trivia
- De toevoeging 'haar' betekent: hoge rug in het landschap begroeid met grassen en struikgewas.[2]

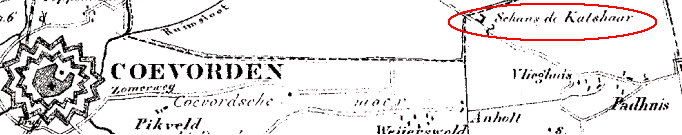
De schans op een oude kaart uit de Gemeente Atlas van Jacob Kuyper (1865-1875).